# Iván T. Berend
Iván Tibor Berend (* 11. Dezember 1930 in Budapest) ist ein ungarischer Historiker.

## Leben
Berend, der in einer jüdischen Familie in Ungarn aufwuchs, wurde als Jugendlicher zu Zwangsarbeiten im nationalsozialistischen Deutschland verpflichtet. In der Endphase des Zweiten Weltkrieges war er im KZ Dachau inhaftiert. Nach dem Ende des Krieges studierte Berend Geschichte und Wirtschaftswissenschaften in Budapest. Nach doppelter Promotion (Wirtschaftswissenschaften und Geschichte) und Habilitation (1962) lehrte er von 1964 bis 1991 als Professor am Institut für Wirtschaftsgeschichte der Technischen und Wirtschaftswissenschaftlichen Universität Budapest. Von 1985 bis 1990 war er außerdem Präsident der Ungarischen Akademie der Wissenschaften. Er lebt seit 1990 in den USA, wo er als Distinguished Professor am Department of History der University of California, Los Angeles (UCLA) lehrte. Dort leitete er von 1993 bis 2005 das Center for European and Eurasian Studies. Im Mai 2015 ging er im Alter von 84 Jahren in den Ruhestand.
Berend gilt als einer der renommiertesten Spezialisten für die Wirtschaftsgeschichte Europas im 19. und 20. Jahrhundert.

## Werke
- An Economic History of Nineteenth-Century Europe, Cambridge: Cambridge University Press, 2013.
- Europe Since 1980, Cambridge: Cambridge University Press, 2010.
- From the Soviet Bloc to the European Union. The Economic and Sociel Transformation of Central and Eastern Europe Since 1973, Cambridge: Cambridge University Press, 2009.
- Markt und Wirtschaft. Ökonomische Ordnungen und wirtschaftliche Entwicklung in Europa seit dem 18. Jahrhundert, Göttingen: Vandenhoeck & Ruprecht 2007.
- An Economic History of 20th Century Europe. Economic Regimes from the Laissez-Faire to Globalization, Cambridge: Cambridge University Press, 2006.
- History Derailed: Central and Eastern Europe in the ‘Long’ 19th Century, Berkeley-Los Angeles; University of California Press, 2003.
- (mit György Ránki) Studies on Central and Eastern Europe in the 20th Century: Regional Crises and the Case of Hungary, Aldershot, Hampshire: Ashgate. 2002.
- (mit Tamás Csató) Evolution of the Hungarian Economy 1848-1998.  Boulder, Col.: Social Science Monographs. 2001.
- Decades of Crisis: Central and Eastern Europe Before World War II. Berkeley-Los Angeles: University of California Press, 1998.
- (Hrsg.) Long-Term Structural Changes in Transforming Central and Eastern Europe, München: Südosteuropa-Gesellschaft, 1997.
- Central and Eastern Europe 1944-1993: Detour from the Periphery to the Periphery, Cambridge: Cambridge University Press, 1996.
- (Hrsg.) Transition to a Market Economy at the End of the 20th Century - Übergang zur Marktwirtschaft am Ende des 20. Jahrhunderts, München: Südosteuropa-Gesellschaft, 1994.
- Hungarian Economic Reforms 1953-1988. Cambridge: Cambridge University Press, 1990.
- The Crisis Zone of Europe. Cambridge: Cambridge University Press 1986.
- (mit György Ránki) The Hungarian Economy in the Twentieth Century. Beckenham: Croom Helm, 1985
- (mit György Ránki) The European Periphery and Industrialization 1780-1914. Cambridge: Cambridge University Press 1982.
- (mit György Ránki) Underdevelopment and Economic Growth. Budapest: Akademiai Kiado, 1979
- (mit György Ránki) Hungary - a Century of Economic Development. Newton Abbot: David and Charles, Barnes and Noble, 1974.
- (mit György Ránki) Economic Development of East-Central Europe in the 19th and 20th Centuries. New York: Columbia University Press, 1974.

## Auszeichnungen und Ehrungen
- 2015 Mitglied der American Academy of Arts and Sciences
- 2000 Konstantin-Jirecek-Medaille der Südosteuropa-Gesellschaft, Deutschland
- 1995  Ehrendoktor der Janus-Pannonius-Universität, Ungarn
- 1990  Ehrendoktor der University of Glasgow
- 1989  Korrespondierendes Mitglied der British Academy
- 1989  Korrespondierendes Mitglied der Österreichischen Akademie der Wissenschaften
- 1989  Korrespondierendes Mitglied der Südosteuropa-Gesellschaft
- 1989  Mitglied der Academia Europaea
- 1988  Ehrenmitglied der Tschechoslowakischen Akademie der Wissenschaften
- 1988  Ehrenmitglied der Bulgarischen Akademie der Wissenschaften
- 1984  Ehrendoktor der St. John’s University (New York)
- 1980  Korrespondierendes Mitglied Royal Historical Society
- 1973  Mitglied der Ungarischen Akademie der Wissenschaften